# Monaster Świętych Piotra i Pawła w Mińsku
Monaster Świętych Piotra i Pawła – prawosławny męski klasztor w Mińsku, funkcjonujący w latach 1612–1799.
Monaster został ufundowany przez bractwo prawosławne w Mińsku oraz grupę prywatnych fundatorów (szlachtę i mieszczan) w 1612, jako jedna ze wspólnot podlegających wileńskiemu monasterowi Świętego Ducha. Fundatorzy monasteru, mimo faktu, że prawosławna hierarcha duchowna była w momencie jego erygowania nielegalna, zwrócili się do przełożonego monasteru wileńskiego archimandryty Leoncjusza z prośbą o skierowanie do Mińska grupy mnichów. Na czele przysłanych zakonników stał ihumen Paweł (Damżawa), drukarz i kaznodzieja. Pięć lat po otwarciu monasteru istniała już przy nim szkoła. Klasztor zachował wyznanie prawosławne mimo nacisków na wspólnotę ze strony miejscowej wspólnoty bazyliańskiej i katolickiego szlachcica Piotra Tyszkiewicza. Po objęciu tronu polskiego przez Władysława IV Wazę władca ten nadał klasztorowi przywilej na prowadzenie drukarni, szpitala i szkoły.
W pierwszych latach XVIII w. monaster ucierpiał w toku działań wojennych (III wojna północna), przez co został niemal całkowicie zniszczony. Po synodzie zamojskim w 1720 klasztor został napadnięty i zdewastowany przez grupę katolickich szlachciców. W 1777 w zrujnowanym monasterze pozostawało tylko pięciu mnichów. Gdy po II rozbiorze Polski Mińsk znalazł się w granicach Imperium Rosyjskiego, caryca Katarzyna II sfinansowała remont głównej klasztornej cerkwi, lecz równocześnie nakazała skasować wspólnotę i przenieść ostatnich mnichów do monasteru w Pińsku. Monasterski sobór Świętych Piotra i Pawła w Mińsku pozostał czynny jako siedziba parafii.